# Дубна 48К
«Дубна 48К» — советский домашний компьютер, клон ZX Spectrum 48, выпускавшийся приборным заводом «Тензор» в подмосковном городе Дубна. Название происходит от имени города и объёма оперативной памяти компьютера. Выпускался в металлическом и в пластиковом корпусе, жёлтого, серого или чёрного цвета.

## Описание
Тактовая частота процессора «Дубны 48К» почти в два раза меньше частоты оригинального ZX Spectrum, поэтому разработчиками была изменена прошивка ПЗУ: были модифицированы процедуры для ввода-вывода с магнитофона, чтобы обеспечить совместимость при работе с магнитной лентой. Низкая тактовая частота затрудняла работу с программным обеспечением, написанным для ZX Spectrum, например, многие игры работали в два раза медленнее, а некоторые игры, использующие свой собственный (нестандартный) загрузчик с кассеты, просто физически не могли быть загружены. Не загружалось примерно 10—15 % игр. Стратегические игры и текстовые квесты загружались почти все - игры этих типов практически никогда не использовали нестандартные загрузчики.
В качестве монитора для «Дубны 48К» используется телевизор, в комплекте поставлялся высокочастотный переходник, позволяющий соединить компьютер с антенным входом телевизора. Также в комплекте был увесистый блок питания и джойстик типа Kempston.

## Технические характеристики
- Процессор: Аналог 8-разрядного Zilog Z80, 1,875 МГц
- Память: 48 KB ОЗУ (16 чипов серии КР565), 16 KB ПЗУ
- Разрешение — 256×192 пикселей, 24 строки по 32 символа; 8 цветов в двух режимах, дающих в сумме 15 разных цветов
- RF-модулятор с SECAM-кодером
- RS-232 порт
- Питание — 5 вольт, 1,7 ампер
- Размеры — 52×320×255 мм

В схеме используется 60 микросхем.

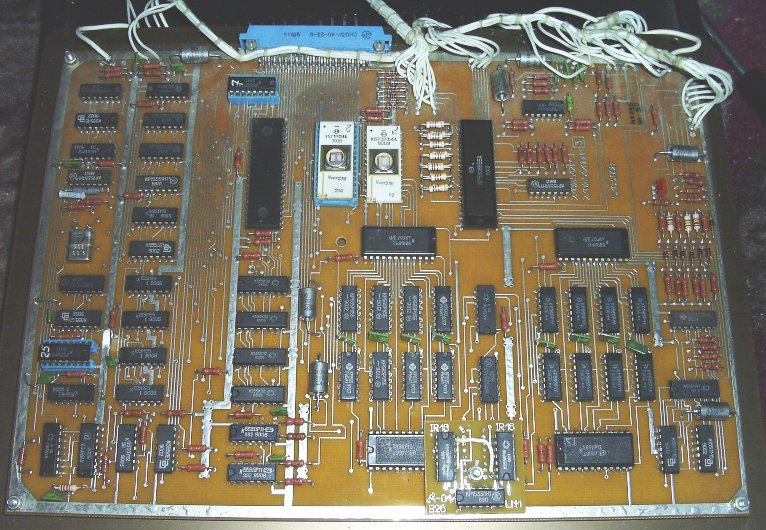
Внутри корпуса
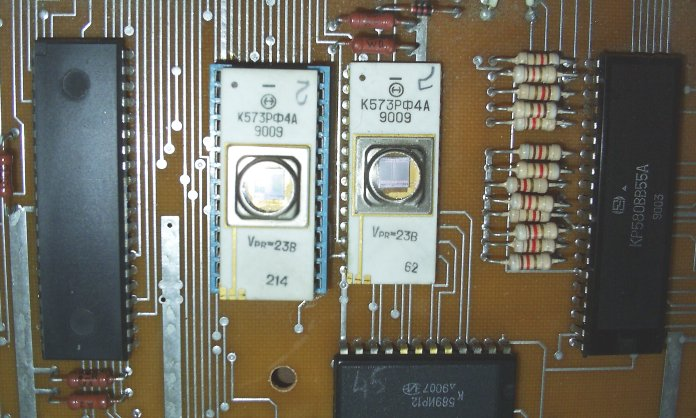
Процессор и ПЗУ
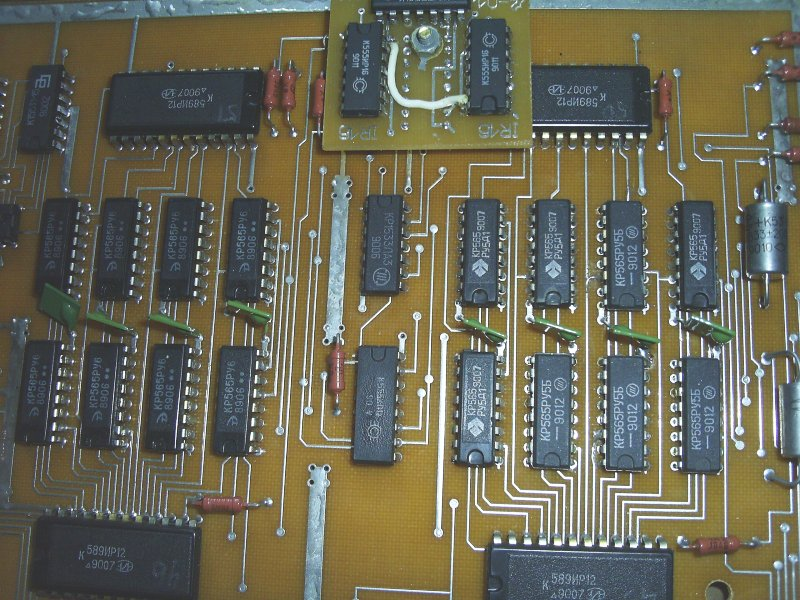
Память